# Lahsinate
Lahsinate  (in arabo لحسينات‎?) è un centro abitato e comune rurale del Marocco situato nella provincia di Essaouira, regione di Marrakech-Safi. Conta una popolazione di 5 315 abitanti (censimento 2014).